# Laâyoune-Boujdour-Sakia El Hamra
Laâyoune-Boujdour-Sakia El Hamra era una delle 16 Regioni del Marocco, istituita nel 1997 e soppressa nel 2015, ma la sua appartenenza al Regno non è riconosciuta dalle Nazioni Unite. Il Sahara Occidentale, del quale questa regione fa parte, è infatti illegalmente occupato dal Marocco fin dal 1975. El Ayun (la cui ortografia è stata cambiata secondo il dialetto marocchino) è considerata capitale occupata della Repubblica Democratica Araba dei Sahraui (RASD), proclamata su tutto il territorio dell'antica colonia del Sahara spagnolo il 27 febbraio 1976. 
La regione, al 2009, comprendeva le province e prefetture di:
- Provincia di Boujdour
- Provincia di Laâyoune
- Provincia di Tarfaya